# IC 4214
IC 4214 — галактика типу SBab () у сузір'ї Центавр.
Цей об'єкт міститься в оригінальній редакції індексного каталогу.